# Sven Elofsson
Sven Elofsson, född omkring 1534 i Delsbo, Hälsingland, död vid okänd tidpunkt, var en svensk kunglig sekreterare. 

## Biografi
Svens far Elof var kyrkoherde, monarkist och lutheran och hade tagit emot Gustav Vasa 1528. Sven Elofsson studerade troligen en tid i Gävle samt i Tyskland. 1556, när han var 23 år, skrev han sin trohetsed till Gustaf Vasa och blev sedan sekreterare i tur och ordning åt Gustaf Vasa, Erik XIV, Johan III samt hertig Karl (senare Karl IX).
Elofsson fick många uppdrag av de olika kungarna och vistades utomlands minst 8 gånger. Strax innan Gustav Vasa dog gav Gustav Vasa en indirekt order till Elofsson att följa prinsessan Katarina Gustavsdotter Vasa, då gift med Edzard II av Ostfriesland, till Ostfriesland 1561. Därefter fortsatte Elofsson sina studier i Tyskland fram till 1562. Senare blev Elofsson sänd av Erik XIV till Polen för att hämta Katarina Jagellonicas brudskatt men blev fängslad i Kurland av Gotthard Kettler och satt i en borg i Bauska i tre och ett halvt år. Efter 1568 gick han i Johan III:s tjänst och fick flera utlandsuppdrag. 
Elofsson gifte sig 1572 med sekreterare Clemet Hanssons änka, Karin Ivarsdotter och fick två styvsöner; Måns och Ivar Oliveblad. Karin avled 1585 och Elofsson gifte om sig i Västerås med en Elisabeth. Elofsson fick aldrig några egna barn. Sven Elofssons systrar Birgitta var gift med Ingelbertus Olai Helsingus och Gaudelina med Olaus Stephani Bellinus, i dennes första äktenskap.
Elofsson begärde avsked 1573 då han ogillade Johan III:s katolska inriktning och han gick i hertig Karls tjänst där han stannade i 22 år.
Elofsson blev rik med stenhus i Grumunkegränd, vid Kiesnäbben i Uppsala samt förläningar i Gnesta-trakten och Västerås. Allt detta har Elofsson skrivit om i sina minnesanteckningar "Paralipomena" år 1599 när han gått i pension. Eftersom han då var fristående så utgick många historiker från att andra, beställda krönikor, är sanna om Elofsson har skrivit likalydande.
Han avporträtterades av holländske konstnären Johan Baptista van Uther 1595 med en text på latin i nederdelen av målningen.
Elofssons dödsår och viloplats är okänt men hans fastigheter såldes 1604 (Uppsala) och 1606 (Gamla stan), då av hustrun Elisabeth och styvsönerna.